# Miyana fumigata
Miyana fumigata är en fjärilsart som beskrevs av Eduard Honrath 1886. Miyana fumigata ingår i släktet Miyana och familjen praktfjärilar. Inga underarter finns listade i Catalogue of Life.